# Banco di Brescia
Il Banco di Brescia SanPaolo CAB s.p.a. è stata una banca italiana.

## Storia
Era stata fondata il 1º gennaio 1999 con il conferimento degli sportelli della Capogruppo Banca Lombarda, sorta dalla fusione della Banca San Paolo di Brescia, fondata nel 1888, col Credito Agrario Bresciano (CAB), fondato nel 1883.
Dal 1º aprile 2007 la Banca entra a far parte del Gruppo UBI Banca, nato dalla fusione della Capogruppo con la BPU banca.
A seguito della fusione per incorporazione delle banche territoriali a marchio Ubi Banca nella Capogruppo, l'istituto ha cessato la sua operatività il 19 febbraio 2017. Per il momento, tuttavia, le insegne mantengono il logo originario. 
Con circa 3000 dipendenti e 380 sportelli, localizzati nel nord Italia (esclusa la Valle d'Aosta) e nel Lazio, il Banco di Brescia è stato una realtà di primo piano nel mercato italiano del credito, leader nella provincia di Brescia.
Il Banco di Brescia aveva sede nello storico palazzo Martinengo Villagana, in corso Martiri della Libertà a Brescia. Oggi l'edificio ospita la sede della Macro Area Territoriale Brescia e Nord Est, divisione della rete commerciale di Ubi Banca a presidio dei territori di storico radicamento del Banco.